# Valldostana peu vermell

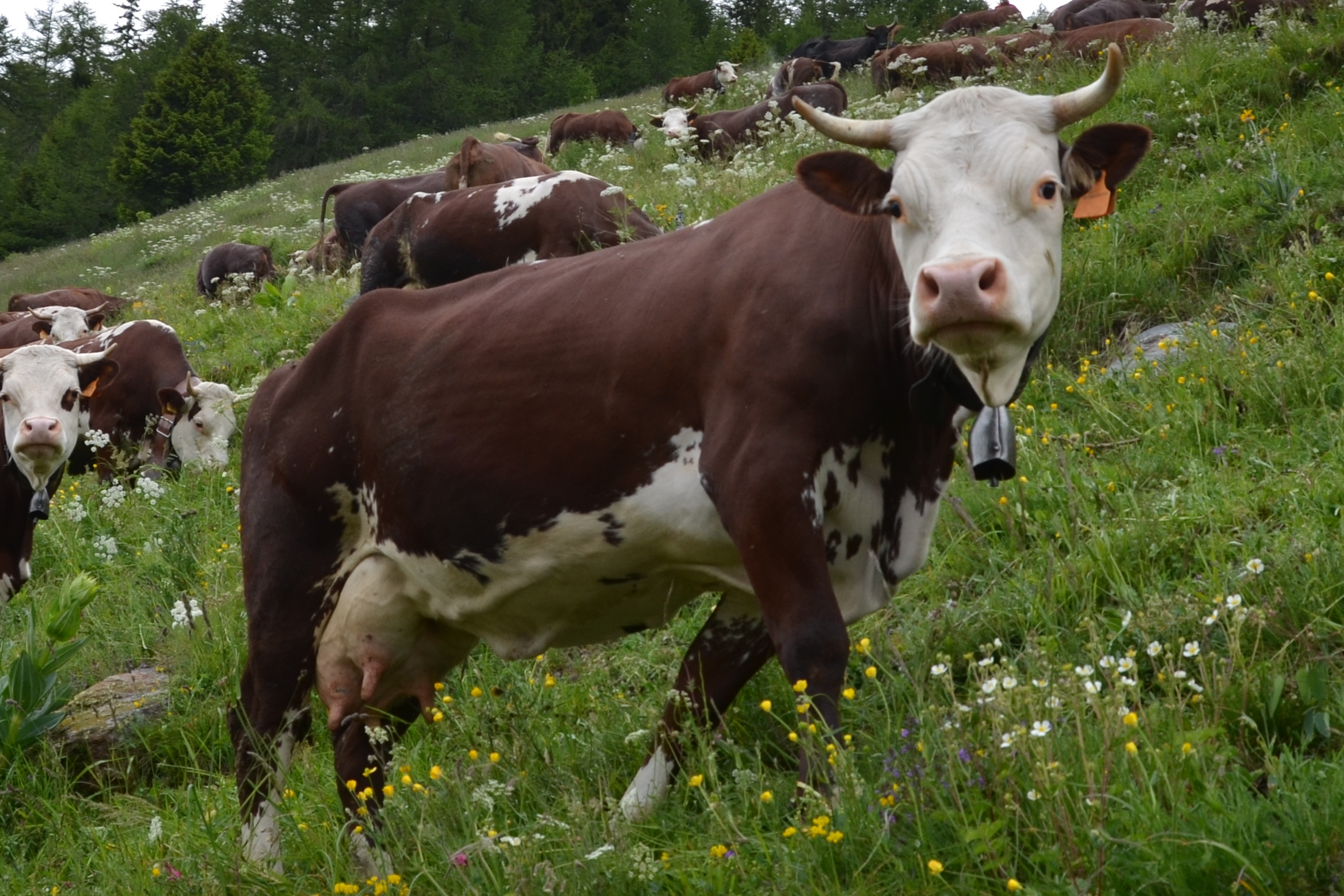
Valldostana peu vermell en un alpeggio de la vall del Gran Sant Bernat

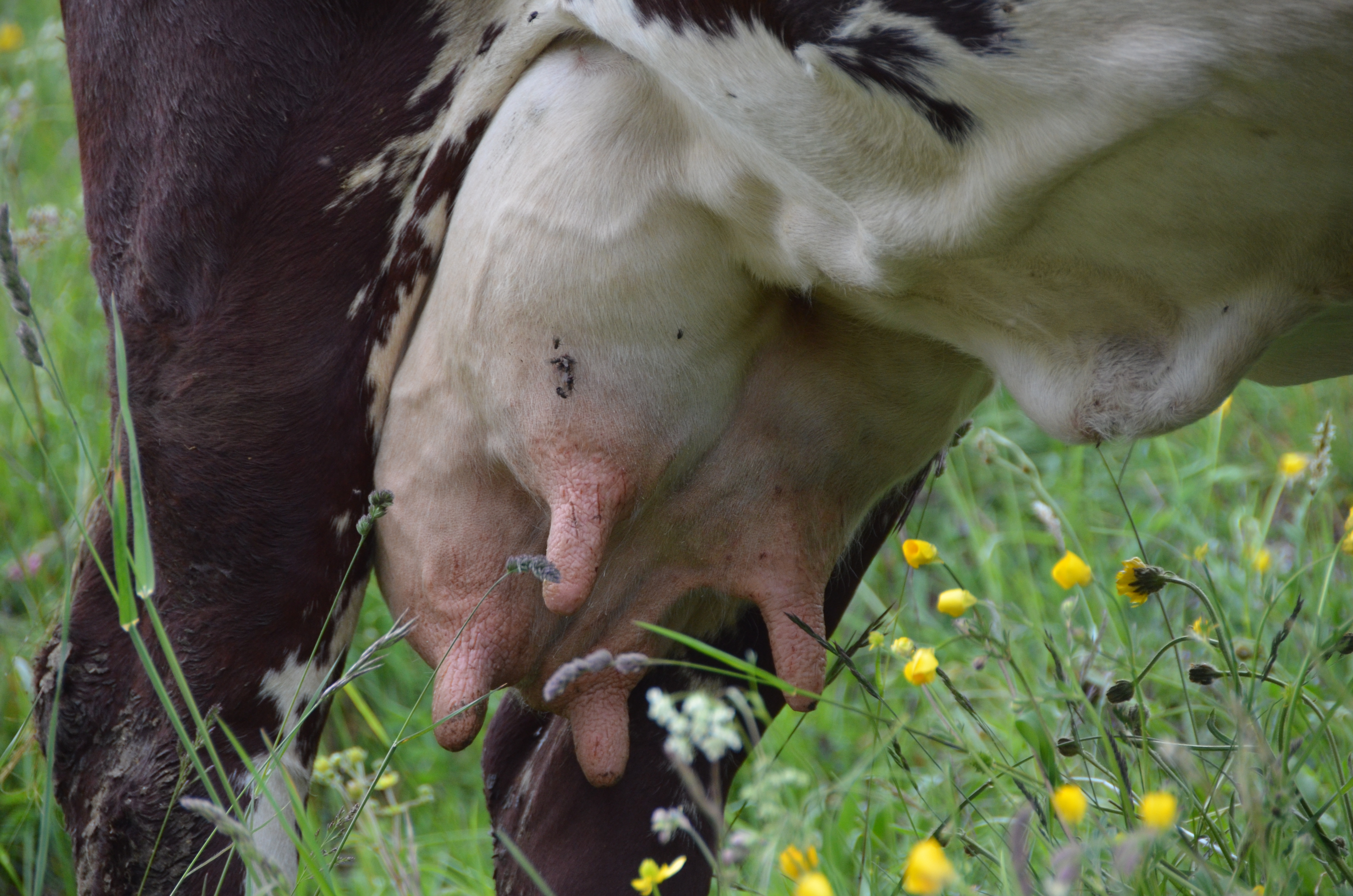
Mamelles

La valldostana peu vermell (en italià Valdostana pezzata rossa) és una raça bovina de la Vall d'Aosta. El formatge fontina s'elabora amb la seva llet.

## Origen
Pertany a la branca de les peu vermell de muntanya. Forma part de la població original de la branca sud-oriental dels Alps. El seu llibre genealògic va ser inaugurat el 1985. El 2002, el nombre d'animals era de 14.200, dels quals 409 eren toros de cria. Com altres races vermelles que poblen la base del Mont Blanc, prové probablement del bestiar tacat nord-europeu introduïdes pels borgonyons al segle v.
Una de les subraces és la Razzeta Oropa.

## Característiques
És la raça autòctona més comuna als Alps occidentals, ja que s'adapta perfectament a les condicions geogràfiques i climàtiques. Es caracteritza per una pell tacada de vermell amb variacions de color que van des del vermell clar al fosc. El cap és generalment de color blanc amb orelles curtes, primes i vermelles, a la regió abdominal, les parts distals de les potes i la cua són de color blanc. Les banyes primes i groguenques, es dirigeixen cap endavant i cap amunt. Les extremitats són curtes i vigoroses, amb grans articulacions, garrons forts i plançons curts i sòlids. Les peülles s'estrenyen i es componen d'un teixit corni compacta.
Es caracteritza per una gran capacitat locomotora, fins i tot en pendents difícils, gràcies a les extremitats robustes, peülles extremadament durables i resistents i una constitució relativament lleugera amb uns 500 kg. Per la seva capacitat d'adaptació als climes aspres i la resistència a les malalties comunes, permet l'explotació en les zones més exigents des del punt de vista alimentari. Les vaques mostren bona fertilitat, amb una facilitat de part i alta eficiència reproductiva, també són de llarga durada, frugals i es caracteritzen per una forta actitud cap a l'ús i aprofitament dels farratges.